# Willow Branch
HMS Willow Branch (Ex Bombala, Ex Britannia) war ein Q-Schiff in Dienst der Royal Navy, welches am 20. April 1918 von U 153 und U 154 in einem Artilleriegefecht versenkt wurde.

## Beschreibung
Die Willow Branch wurde 1882 als Collier von Bartram, Haswell & Co in Sunderland für die Reederei „Nautilus Steamship Co. Ltd“ gebaut. Das Schiff wurde unter dem Namen Bombala in Dienst gestellt. Später wurde es an F. W. Ritson der „Branch Line“ verkauft und in Britania umbenannt. 1917 wurde das Schiff von der Royal Navy gechartert und als Willow Branch als U-Boot-Falle mit zwei 14-Pfünder-Geschützen (Kaliber 7,62 cm)  eingesetzt.

## Versenkung am 25. April 1918
Am 18. April 1918 verließ die Willow Branch Gibraltar als Einzelfahrer Richtung Sierra Leone. Am frühen Morgen des 25. April 1918 wurde sie von U 154 gesichtet. U 154 operierte zusammen mit U 153, welches sie über Funk benachrichtigte. U 153 konnte zur Willow Branch aufschließen und nahm das Schiff unter Artilleriefeuer. Die 15-cm-L/45-Geschütze des U-Bootes hatten eine weitaus höhere Reichweite als die veralteten Geschütze der Willow Branch. Diese versuchte die Distanz bis auf Kampfreichweite zu verringern. Als sie das Feuer erwidern konnte, war auch U 154 auf Schussweite heran. Durch einen Unfall konnte es aber nur wenige Schuss abgeben, bevor es den Kampf abbrechen musste. Treffer von U 154 können nicht bestätigt werden. U 153 konnte auch ohne Unterstützung die Willow Branch in Brand schießen. Das Schiff wurde von der Besatzung aufgegeben und verlassen. Nachdem die Rettungsboote abgelegt hatten, versenkte U 153 das Schiff mittels Torpedo.
Ein Rettungsboot mit Kommandant Leutnant Bernard Anderson und weiteren 20 Seeleuten gilt ab dem Tag als verschollen. Das zweite Rettungsboot unter Leading Seaman J. Leadley und 25 weiteren Seeleuten brauchte neun Tage, bevor es in der Nähe des Senegal anlandete. Lediglich zwei Seeleute überlebten die Fahrt.